# 1002.
◄ | 10. stoljeće | 11. stoljeće | 12. stoljeće | ►
◄ | 970-ih | 980-ih | 990-ih | 1000-ih | 1010-ih | 1020-ih | 1030-ih | ►
◄◄ | ◄ | 999. | 1000. | 1001. | 1002. | 1003. | 1004. | 1005. | ► | ►►
Arhitektura • Astronomija • Knjige • Književnost • Kršćanstvo • Pravo • Promet • Znanost

## Smrti
- 24. siječnja – Oton III., jedan je od najkontroverznijih ali i najistaknutijih njemačkih srednjovjekovnih vladara

## Vanjske poveznice
|  | Zajednički poslužitelj ima još gradiva o temi 1002. |